# A-76

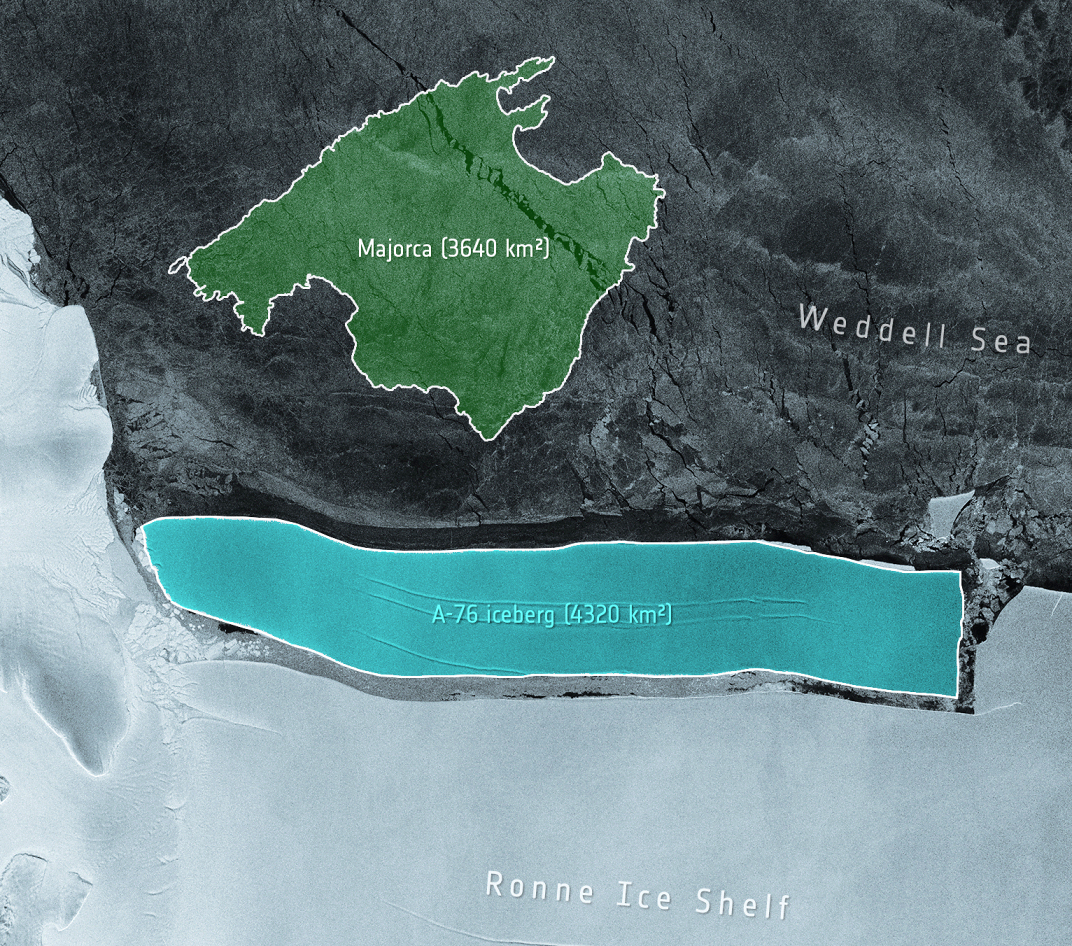
Eisberg A-76 am 16. Mai 2021, zum Vergleich ist die Insel Mallorca eingezeichnet

A-76 war mit rund 4320 km² im Mai 2021 bis zu seinem Zerbrechen im Juni 2021 der größte bekannte Eisberg der Welt. Er war im Nordwesten der Antarktis von der westlichen Seite des Filchner-Ronne-Schelfeises in das Weddellmeer gekalbt.

## Name
Die Benennung/Nummerierung von antarktischen Eisbergen mit einer Längenausdehnung von mindestens 10 Seemeilen erfolgt grundsätzlich durch das US-amerikanische National Ice Center. Dabei gibt der erste Buchstabe den Herkunftsquadranten des Eisberges an (A = 0° bis 90° westlicher Länge; B = 90° West bis 180°; C = 180° bis 90° östlicher Länge und D = 90° Ost bis 0°). Auf Grund seines Herkunftsquadranten erhielt er den Kennbuchstaben A. Dabei ist er der 76. Eisberg den das USNIC seit 1978 mit diesem Herkunftsgebiet registriert hat. Ggf. folgende Buchstaben weisen darauf hin, dass der ursprüngliche Eisberg nach den Kalben weiter zerbrach (siehe A-76A, A-76B und A-76C weiter unten).

## Entdeckung und Zerfall
Der Eisberg wurde von der British Antarctic Survey entdeckt und durch Satellitenbilder der Copernicus-Sentinel-1-Mission der Weltraumorganisation ESA bestätigt. Dies erfolgte um den 13. Mai 2021.
Zum Zeitpunkt seiner Entdeckung war A-76 etwa 170 Kilometer lang und 25 Kilometer breit. Flächenmäßig war der Eisberg somit etwas größer als die spanische Mittelmeerinsel Mallorca (3603 km²). Schon im Juni 2021 brach er allerdings in drei Teile, welche die Namen A-76A, A-76B und A-76C erhielten. Im Mai 2024 brach von A-76A wiederum ein etwa 23 Kilometer langes und bis zu 7 Kilometer breites Stück ab und erhielt den Namen A-76N. A-76A verlor dabei erheblich an Größe und hatte danach noch eine Fläche von etwa 32 Kilometer Länge und bis zu 13 Kilometer Breite.

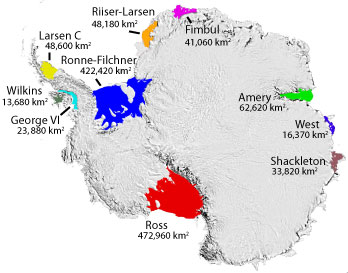
Lage des Filchner-Ronne-Schelfeis in der Antarktis (blau markierte Fläche)
Bruch von A 76
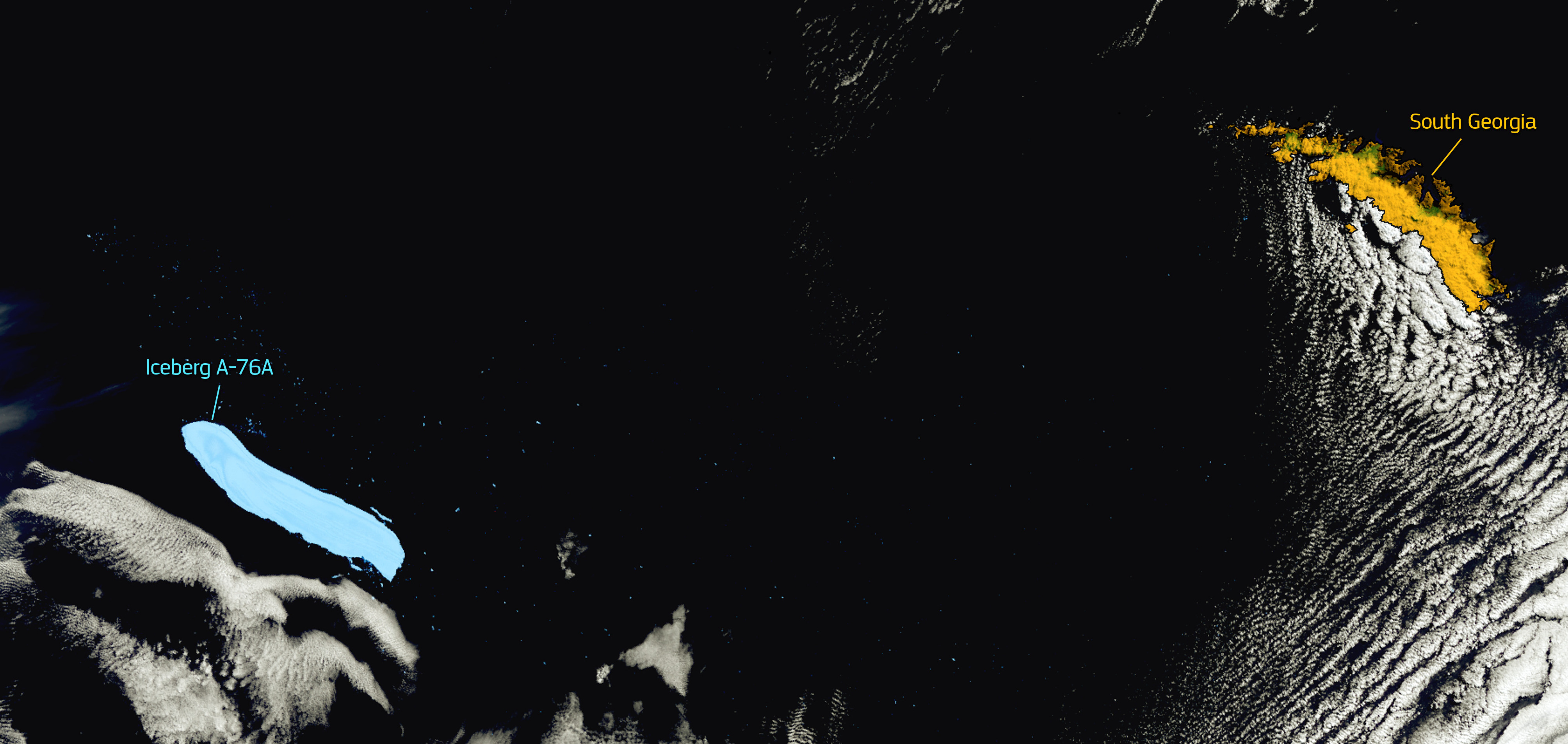
Aufnahme des (hellblau markierten) frei schwimmenden Eisbergs vom 16. März 2023

## Weitere Eisberge
Bereits im Februar 2021 war der Eisberg A-74 mit einer Fläche von 1.270 km² ins Weddellmeer gekalbt. Der mit Abstand größte – und einzige bisher erfasste Eisberg mit einer Fläche von mehr als 10.000 km² – war jedoch der im Jahr 2000 vermessene B-15, mit einer Größe von 11.007 km².